# Spiritika 2 - Il gioco del diavolo
Spiritika 2 - Il gioco del diavolo (Witchboard 2: The Devil's Doorway) è un film horror del 1993, scritto e diretto da Kevin S. Tenney.

## Trama
Paige Benedict, una giovane artista, si trasferisce in una mansarda di un appartamento di periferia. La proprietaria dell'appartamento, Elaine, è una ragazza un po' hippy e un po' stralunata, ma che la prende in simpatia, mentre suo marito Johnas è gentile e premuroso, ma più interessato a Paige che alla manutenzione dell'appartamento. Paige spera che la tranquillità dell'appartamento possa darle nuova ispirazione artistica. 
Un giorno, durante il trasloco, trova in un armadio a muro una tavola Ouija e provandola stabilisce un contatto con uno spirito che dice di chiamarsi Susan.
Paige, dopo alcune indagini, scopre che Susan era la precedente inquilina e che ora è irraggiungibile, così pensa che la donna sia stata uccisa e che il suo spirito le stia dando delle indicazioni per ritrovare il suo cadavere per avere finalmente la pace eterna e al tempo stesso scovare il suo assassino. 
Aiutata dall'ex fidanzato Mitch, un poliziotto, comincia una curiosa indagine: desidera infatti cercare il corpo di Susan. Capisce che la ragazza è stata uccisa da Elaine dopo che questa aveva scoperto il tradimento perpetrato con il coniuge Johnas; questi poi si sbarazza del cadavere seppellendolo in un bosco.
Lo spirito di Susan, dopo aver ucciso i coniugi proprietari dell'immobile, diventa sempre più forte tanto che Peige diventa succube della tavola Ouija al punto che lo spirito si impossessa del corpo dell'artista. 
Solo la tenacia di Mitch e la forza di volontà di Peige riusciranno ad avere la meglio sullo spirito di Susan cacciandolo per sempre...forse.

## Film della serie
- Spiritika (Witchboard), regia di Kevin S. Tenney (1986)
- Spiritika 2 - Il gioco del diavolo (Witchboard 2: The Devil's Doorway), regia di Kevin S. Tenney (1993)
- Spiritika 3 - A letto con il demonio (Witchboard III: The Possession), regia di Peter Svatek (1995)